# دونالد إس. سانفورد
دونالد إس. سانفورد (بالإنجليزية: Donald S. Sanford)‏ هو كاتب سيناريو أمريكي، ولد في 17 مارس 1918، وتوفي في 8 فبراير 2011 في أتلانتا في الولايات المتحدة.

## وصلات خارجية
- دونالد إس. سانفورد على موقع IMDb (الإنجليزية)
- دونالد إس. سانفورد على موقع قاعدة بيانات الفيلم (الإنجليزية)